# Aquitania (korporacja akademicka)
P.K!A. Aquitania – polska korporacja akademicka założona została we Lwowie 3 grudnia 1924 r.
W czasie V Zjazdu Ogólnokorporacyjnego, który miał miejsce w Warszawie w dniach 7-11 maja 1925 r. została przyjęta do Związku Polskich Korporacji Akademickich jako Korporacja kandydująca. Dwa lata później w czasie VII Zjazdu Ogólnokorporacyjnego, który odbył się w Poznaniu w dniach 28 stycznia - 1 lutego 1927 r. została członkiem rzeczywistym ZPK!A, z datą starszeństwa przypadającą na 11 maja 1925 r. Kandydowała do Związku Polskich Korporacji Akademickich przy P.K!A. Lutyco-Venedya. Brała czynny udział w życiu akademickim Lwowa.
Barwy: ciemnobrązowa - ciemnozielona - złota.
Dewiza: Per aspera ad astra. (łac. Przez ciernie do gwiazd.).
Dekiel: ciemnobrązowy

## Filistrzy honorowi
- Stefan Banach prof.
- Zygmunt Smogorzewski prof.

## Filistrzy rzeczywiści
- Bronisław Ekert
- Bolesław Jałowy prof.
- Tadeusz Kuchar